# Петрич кале
Петрич кале е ранновизантийска и средновековна българска крепост, намираща се източно от белославското село Разделна, Област Варна.

## Местоположение
Крепостта е разположена на висока каменна тераса над село Разделна, част от Авренското плато. Землището и е част от Община Аврен. До нея се достига през село Разделна. В края на селото се продължава по неасфалтиран път и зле обозначена туристическа пътека. Североизточно от крепостта се намира защитена местност Петрича, а по пътя към нея има туристическа хижа.
На ръба на скалния венец на 13 септември 2015 г. е издигнат и осветен метален кръст. Кръстът е знак на възпоменание на жителите на село Разделна за наводнението от 1 февруари 2015 г.

## Исторически сведения
Крепостта е изградена през V – VI век като част от ранновизантийската отбранителна система. В периода на Първата българска държава вероятно е престанала да функционира като отбранително съоръжение, а в землището около нея се изграждат славянски селища. Данни за Петрич кале има от 1154 г. от арабския пътешественик и географ Мохамед ал-Идриси. Той описва крепостта като „голям, хубав и богат град“. В годините на византийско владичество тя отново функционира, а през Втората българска държава преживява разцвет. Превзета е от османците през 1388 г.
На 7 ноември 1444 г. до твърдината Петрич достигат войските на Варненския кръстоносен поход. Според източниците, кръстоносците разбиват портите с оръдия и срутват участъци от зидовете. Филип Калимах съобщава за бойната доблест на полския рицар Лешко Бобжицки при щурма на твърдината.
Крепостта е проучвана в началото на ХХ век и през 70-те години. Проучванията са възобновени едва през второто десетилетие на XX век.

## Описание
Според историческите сведения и съвременните находки твърдината Петрич през XV век е опасана от тройна стена, дълбоки ровове и стръмен скалист склон. Петрич е естествено защитена от запад и север чрез отвесните непристъпни скали, високи до 35 метра. От изток и отчасти от юг, крепостта е защитена с дълбоки стръмни долове. Достъпна е само от юг, чрез тясна скалиста ивица, свързваща я с Авренското плато. Имала е две правоъгълни кули с размери 11 на 9 метра, на разстояние 50 метра една от друга, днес запазени до височина от 7 метра. В друга голяма кула, която е защитавала подхода към крепостта, са открити керамика и животински кости.
Съществуват останки от стена на една от кули от крепостта, високи 5 – 6 метра. Има две запазени крепостни стени по 5 – 6 метра. Разкрита е една малка еднокорбна църква както и гробове около нея. Известни са и жилищни постройки от XI – XII век.
Интересна забележителност е вкопана в скалата стълба с дължина около 20 метра. Същата води към два огромни водни резервоара с вместимост над 700 m3.
Разкрити са и различни артефакти като стрели, пръстени, монети, колани, накити, много железни предмети.
- Скалата над село Разделна, на която е разположена Петрич кале
- Скалата над село Разделна, на която е разположена Петрич кале
- Вкопано в скалата стълбище към щерните на крепостта
- Метален кръст
- Останки от крепостта